# لوتی‌گلیپرون
لوتی‌گلیپرون (انگلیسی: Lotiglipron) یک آگونیست گیرنده پپتید-۱ شبه گلوکاگون غیر پپتیدی است که به عنوان یک داروی کاهش وزن توسط فایزر ساخته شده است.